# 犀潟駅
犀潟駅（さいがたえき）は、新潟県上越市大潟区犀潟にある、東日本旅客鉄道（JR東日本）・北越急行の駅である。
両社の共同使用駅であり、管轄はJR東日本が行っている。

## 乗り入れ路線
JR東日本の信越本線と、北越急行のほくほく線が乗り入れ、接続駅となっている。ほくほく線は当駅が終点であるが、大半の列車が信越本線を経て直江津駅まで直通運転されている。

## 歴史

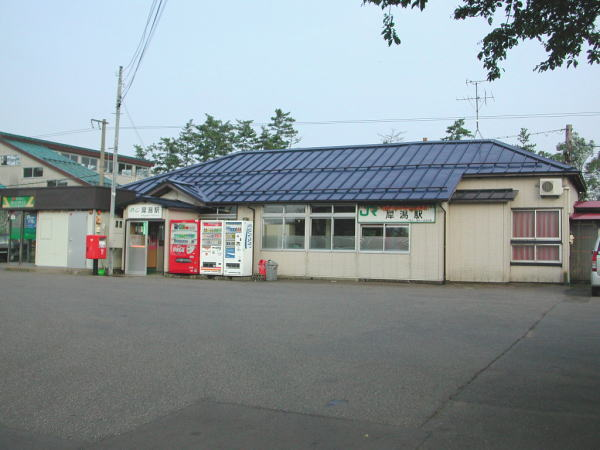
リニューアル前（2004年7月）

- 1897年（明治30年）5月13日：北越鉄道の駅として開業[1][2]。
- 1907年（明治40年）8月1日：北越鉄道が国有化され、帝国鉄道庁（国有鉄道）の駅となる[2]。
- 1985年（昭和60年）3月14日：荷物の扱いを廃止[2]。
- 1987年（昭和62年）4月1日：国鉄分割民営化に伴い、JR東日本の駅となる[3]。
- 1997年（平成9年）3月22日：北越急行ほくほく線・六日町駅 - 犀潟駅間が全線開業、分岐駅となる[4]。
- 2015年（平成27年）3月14日：直江津駅のえちごトキめき鉄道への移管に伴い、地区管理駅を長岡駅に変更。
- 2022年（令和4年）9月30日：みどりの窓口の営業を終了[5]。

## 駅構造
単式ホーム1面1線と島式ホーム1面2線、計2面3線のホームを有する地上駅であるで、両ホームを跨線橋で結ぶ。
JR東日本新潟シティクリエイト（JENIC）が運営する業務委託駅で、柏崎駅が管理している。1番線北側に面する駅舎は、新潟県内の鉄道駅に現存するものとしては最古の木造駅舎である。有人改札、自動券売機、自動販売機、トイレなどがある。なお、自動券売機における発売範囲のうち、ほくほく線方面は六日町までの取り扱いとなっている。

### のりば
| 番線 | 路線        | 方向 | 行先           | 備考                     |
| ---- | ----------- | ---- | -------------- | ------------------------ |
| 1    | ■信越本線   | 下り | 柏崎・長岡方面 |                          |
| 2    | ■ほくほく線 | 上り | 六日町方面     |                          |
| 2    | ■信越本線   | 上り | 直江津方面     | ほくほく線からの直通列車 |
| 3    | ■信越本線   | 上り | 直江津方面     |                          |

付記事項
- ほくほく線と信越本線の直通列車は、ダイヤにより1番線（六日町方面）・3番線（直江津方面）から発車する場合がある。
- 北陸新幹線が金沢駅に延伸する前まで運行されていた特急「はくたか」は上り列車が3番線、下り列車が1番線を通過し、くびき・土底浜方でほくほく線に転線していた。

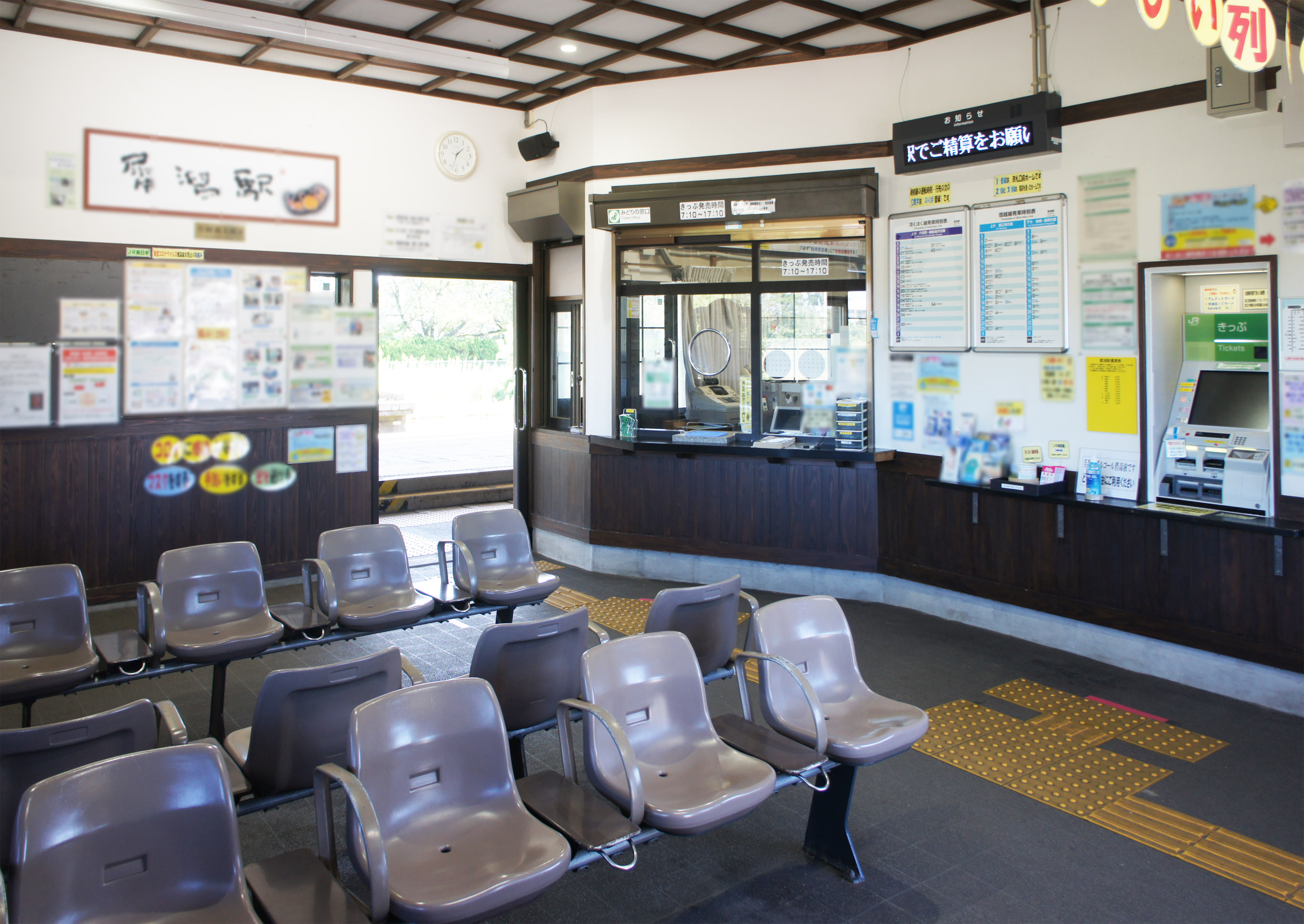
待合室と改札口（2021年9月）
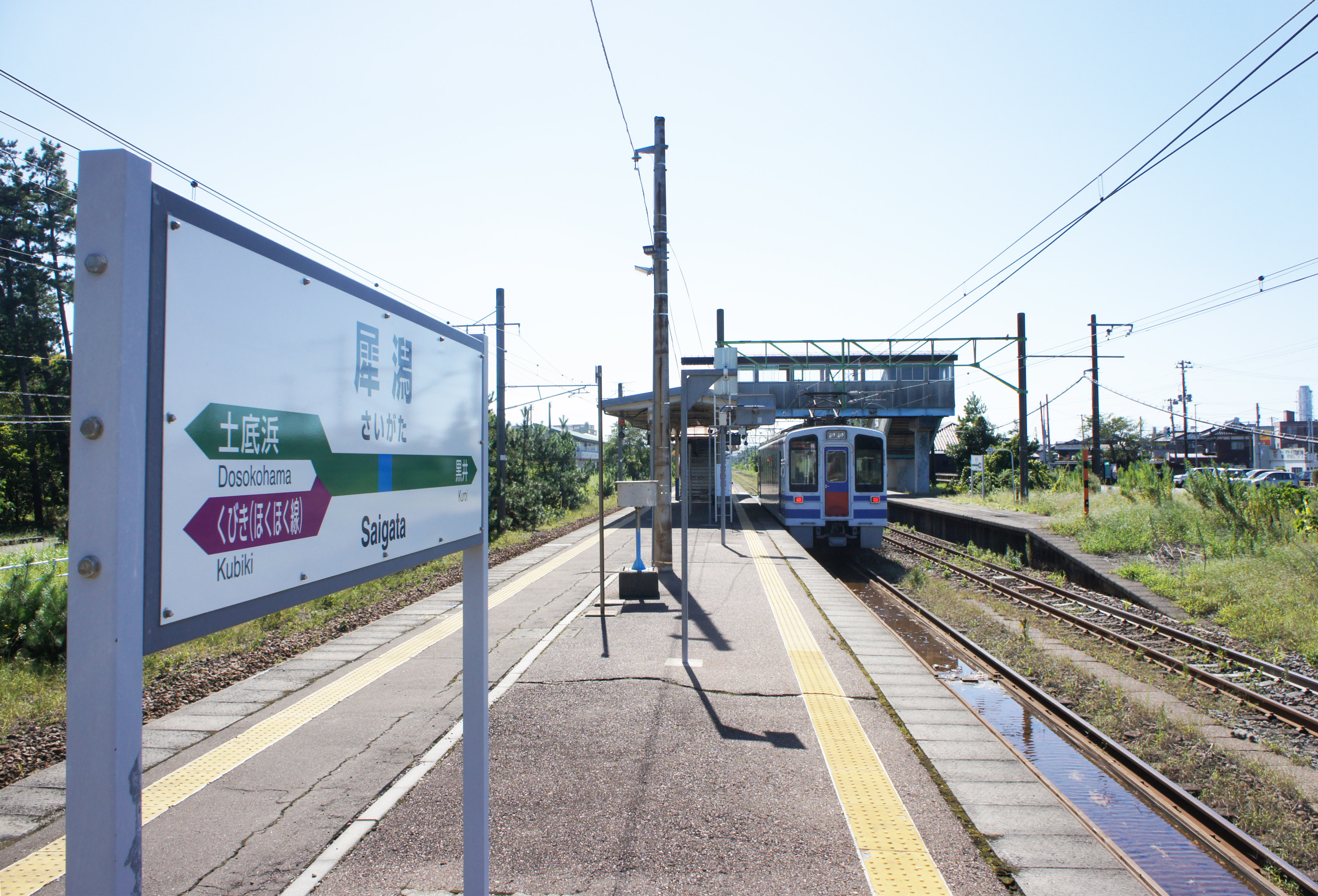
ホーム（2021年9月）

## 利用状況
- JR東日本 - 2023年度（令和5年度）の1日平均乗車人員は595人である[JR 1]。
  - 当駅で計上される乗車人員には実際の乗車人員に加え、ほくほく線から直通する列車で信越本線方面へ通過した「通過人員」の数も含まれる[1]。これは当駅がJR東日本と北越急行の境界駅であり、両社相互間の通過人員も全て当駅で乗降したものとみなし、実際の乗車人員と通過人員とを合算されることによるもので[注 1][8]、実際に当駅で乗降する利用者数はこの数値よりも少なく、上越市では近年における当駅の1日あたりの利用者数を「550人程度」としている[9]。また、この関係で、北陸新幹線開業前の2014年度（平成26年度）までと、開業後の2015年度（平成27年度）以降では、当駅以西の信越本線とほくほく線を経由していた、北陸方面とのアクセス特急の「はくたか」が廃止されたため、乗車人員は大幅に減少した。

なお、2000年度（平成12年度）以降の推移は以下のとおりである。
| 1日平均乗車人員推移 | 1日平均乗車人員推移 | 1日平均乗車人員推移 | 1日平均乗車人員推移 | 1日平均乗車人員推移 |
| 年度                | 定期外              | 定期                | 合計                | 出典                |
| ------------------- | ------------------- | ------------------- | ------------------- | ------------------- |
| 2000年（平成12年）  |                     |                     | 3,959               | [ JR 2 ]            |
| 2001年（平成13年）  |                     |                     | 4,065               | [ JR 3 ]            |
| 2002年（平成14年）  |                     |                     | 4,140               | [ JR 4 ]            |
| 2003年（平成15年）  |                     |                     | 4,107               | [ JR 5 ]            |
| 2004年（平成16年）  |                     |                     | 3,924               | [ JR 6 ]            |
| 2005年（平成17年）  |                     |                     | 4,132               | [ JR 7 ]            |
| 2006年（平成18年）  |                     |                     | 4,356               | [ JR 8 ]            |
| 2007年（平成19年）  |                     |                     | 4,437               | [ JR 9 ]            |
| 2008年（平成20年）  |                     |                     | 4,424               | [ JR 10 ]           |
| 2009年（平成21年）  |                     |                     | 4,227               | [ JR 11 ]           |
| 2010年（平成22年）  |                     |                     | 4,213               | [ JR 12 ]           |
| 2011年（平成23年）  |                     |                     | 4,195               | [ JR 13 ]           |
| 2012年（平成24年）  | 4,103               | 484                 | 4,588               | [ JR 14 ]           |
| 2013年（平成25年）  | 4,270               | 468                 | 4,738               | [ JR 15 ]           |
| 2014年（平成26年）  | 4,033               | 416                 | 4,449               | [ JR 16 ]           |
| 2015年（平成27年）  | 257                 | 446                 | 704                 | [ JR 17 ]           |
| 2016年（平成28年）  | 251                 | 468                 | 719                 | [ JR 18 ]           |
| 2017年（平成29年）  | 242                 | 457                 | 700                 | [ JR 19 ]           |
| 2018年（平成30年）  | 247                 | 447                 | 694                 | [ JR 20 ]           |
| 2019年（令和元年）  | 236                 | 469                 | 706                 | [ JR 21 ]           |
| 2020年（令和02年）  | 100                 | 520                 | 621                 | [ JR 22 ]           |
| 2021年（令和03年）  | 111                 | 478                 | 590                 | [ JR 23 ]           |
| 2022年（令和04年）  | 142                 | 461                 | 604                 | [ JR 24 ]           |
| 2023年（令和05年）  | 142                 | 452                 | 595                 | [ JR 1 ]            |

## 駅周辺
駅前は大潟区犀潟地区の中心地。国道8号に面している。
- 国道8号（直江津バイパス）
- 新潟県道129号犀潟柿崎線
- 新潟県道468号大潟上越線
- 新潟県道253号浦川原犀潟停車場線
- 犀潟郵便局
- 第一工業製薬 大潟工場
- 国立病院機構さいがた医療センター
- 直江津電子工業
- INPEXメガソーラー上越 - INPEXが運営する太陽光発電所。旧：帝石トッピング・プラント頸城製油所の立地にあたる。
- ブルボン 大潟工場

## バス路線
2025年（令和7年）3月時点での情報を示す。頸城区中心部への路線（25）と信越本線の並行路線（1）がある。
「犀潟駅前」バス停
- 頸北観光バス
  - 25 犀潟駅線

「犀潟駅入口」バス停（駅から北西に徒歩3分、県道129号沿い）
- 頸城自動車
  - 1 上越大通り線

## 隣の駅
東日本旅客鉄道（JR東日本）
■信越本線
■快速 
直江津駅 - 犀潟駅 - 柿崎駅
■快速（下り1本）・■普通
黒井駅 - 犀潟駅 - 土底浜駅
北越急行
■ほくほく線（当駅 - 直江津駅間JR東日本信越本線）
くびき駅 - 犀潟駅 - （一部黒井駅） - 直江津駅

### 記事本文